# (32281) Shreyamenon
2000 PP21 (asteroide 32281) é um asteroide da cintura principal. Possui uma excentricidade de 0.07577500 e uma inclinação de 1.46015º.
Este asteroide foi descoberto no dia 1 de agosto de 2000 por LINEAR em Socorro.